# 頭孢呋辛
头孢呋辛（英語：Cefuroxime）是一种第二代頭孢類抗生素，用于治疗和预防多种病原细菌感染。对症包括肺炎、脑膜炎、中耳炎、败血症、尿路感染和莱姆病，通过口服或注射到静脉或肌肉中使用。
常见的副作用包括恶心、腹泻、过敏反应和注射部位疼痛。严重的副作用可能包括艰难梭菌感染、过敏性休克和史蒂芬斯－强森症候群。在怀孕和哺乳期间使用被认为是安全的。它作为第二代头孢菌素，通过干扰细菌制造细胞壁的能力而起作用，导致其死亡。
头孢呋辛于1971年获得专利，并于1977年获准用于医疗用途它在世界卫生组织基本药物标准清单上。。2017年，它是美国第342位最常用的处方药，超过80万张处方。

## 医疗用途
头孢呋辛对许多细菌有活性，包括葡萄球菌和链球菌的敏感菌株，以及一系列革兰氏阴性菌。与其他头孢菌素一样，它对β-内酰胺酶敏感，但作为第二代菌株，它对β-内酰胺酶敏感性较低。因此，它可能对流感嗜血杆菌、淋病奈瑟菌和莱姆病具有更大的活性。与其他二代头孢菌素不同，头孢呋辛可以穿过血脑屏障。
一项系统评价发现高质量的证据表明，白内障手术后给眼睛注射头孢呋辛会降低手术后发生眼内炎的机会。

## 副作用
头孢呋辛通常耐受性良好，其副作用通常是短暂的。
尽管头孢菌素类和青霉素之间普遍存在约10%的交叉过敏风险，但评估表明头孢呋辛和其他几种第二代或以后的头孢菌素类药物的交叉过敏反应风险没有增加。

## 化学
头孢呋辛酯是头孢呋辛的乙酰氧基乙酯前药，口服有效。